# Трг народних хероја (Крагујевац)
| Трг народних хероја | Трг народних хероја              |
| ------------------- | -------------------------------- |
|                     |                                  |
| Почетак             | Улица Краља Петра I (Крагујевац) |
| Крај                | улица Краља Петра I (Крагујевац) |
| Дужина              | 100 m                            |
| Ширина              | 80 m                             |
| Створена            | после 1830.                      |
| Названа             | после 1948.                      |
| Стари називи        | Трг код Крста Сквер код Крста    |
|                     |                                  |
|                     |                                  |

Трг народних хероја је трг у централној градској зони Крагујевца. Познатији је под именом трг Код крста или сквер Код крста. Овални простор трга формира улица Краља Петра I, која га готово у потпуности окружује и Вишњићева улица која се у њу улива. Велики део трга заузима уређена зелена површина. До трга возе четири линије градског превоза.
Трг Код крста је својеврсни симбол Крагујевца. Сматра се за култно место града и почетак обележавања хришћанског карактера нове српске престонице. Представља место на ком се најчешће дешавају организована или спонтана окупљања (протести, славља и слично) и на ком се организују све битне манифестације, не само за град, већ и за Шумадију, а неретко и за целу Србију.

## Историја
Трг Код крста је својеврсни симбол Крагујевца и место главних градских дешавања. Овај сквер у садашњој улици Краља Петра I, је свој темељ добио још у време Милоша Обреновића, када је Крагујевац био престоница Кнежевине Србије. Представљао је „средокраћу“ која је јасно раздвајала два дела града, Шанац Крагујевац и Милошев венац.
Од 1830. године, када је хатишерифом прокламовано гесло слободне трговине, вашари и панађури почињу прво да се одржавају у Крагујевцу. Тако је своје место баш на овом тргу нашао женски пијац, који је личио на данашње пијаце, место за куповину мањих количина намирница и који је радио сваког дана. На тргу је постављен дрвени крст, што представља почетак обележавања хришћанског карактера нове српске престонице. У периоду између два рата, простор око крста, обликован је као сквер, који постаје место окупљања, литија, корзоа и протеста.

### Крст на тргу
У свом првом доласку у Крагујевац, половином 19. века, Феликс Каниц, аустроугарски путописац, археолог, етнолог и један од највећих познавалаца југоисточне Европе је приметио да је на раскрсници где се „Чаршија одваја од Љубичине улице” постављен дрвени крст. Овај дрвени касније је замењен окованим  крстом, на коме је осликано распеће.
Доласком комуниста на власт, 1946. године, крст је био уклоњан са трга. Враћен је на своје место деведесетих година. У међувремену је чуван у епархији шумадијској, у дворишту старе цркве.

### Други светски рат
Током Другог светског рата на овом тргу обешени су први скојевци и партизански курири који су ухваћени у Крагујевцу. Касније место постаје масовна гробница у коју се сахрањују сви Крагујевчани страдали у борбама у околини града. Сматра се да су овде сахрањена 62 борца.

## Послератни период и савремено доба
После Другог светског рата крст је уклоњен, а на месту масовне гробнице 21. октобра 1948. године постављено је прво спомен обележје. Након тога, по пројекту Радослава Прокића, улица и трг се реконструишу, а сквер добија данашњи званичан назив Трг народних хероја. На месту уклоњеног Крста постављена је плоча која означава нулту (полазну) тачку Крагујевца, са подацима.
Деведесетих година прошлог века, према пројекту Зорана Илића, у центру зелене површине постојећа спомен костурница обележена је градњом фонтане у облику каменог цвета, на чијим су латицама бронзани штитови са епитафом и именима сахрањених првобораца. Тада је враћен и Крст, а временом се у народу поново усталио назив сквера Код Крста.
До трга возе четири линије градског превоза — аутобуске линије 2, 10, 15 и 26.